# Łoźnica
Łoźnica (deutsch Kantreck, früher Cantreck) ist ein Dorf in der polnischen Woiwodschaft Westpommern. Es gehört zur Gmina Przybiernów (Gemeinde Pribbernow) im Powiat Goleniowski (Gollnower Kreis).

## Geographische Lage
Das Kirchdorf liegt in Hinterpommern, am Gubenbach, etwa 34 Kilometer nordnordöstlich von Stettin, 28 Kilometer südsüdöstlich von Kamień Pomorski (Cammin i. Pom.), 14 Kilometer südsüdwestlich von Goleniów  (Gollnow) und acht Kilometer südöstlich des Dorfs Przybiernów  (Pribbernow).

## Geschichte

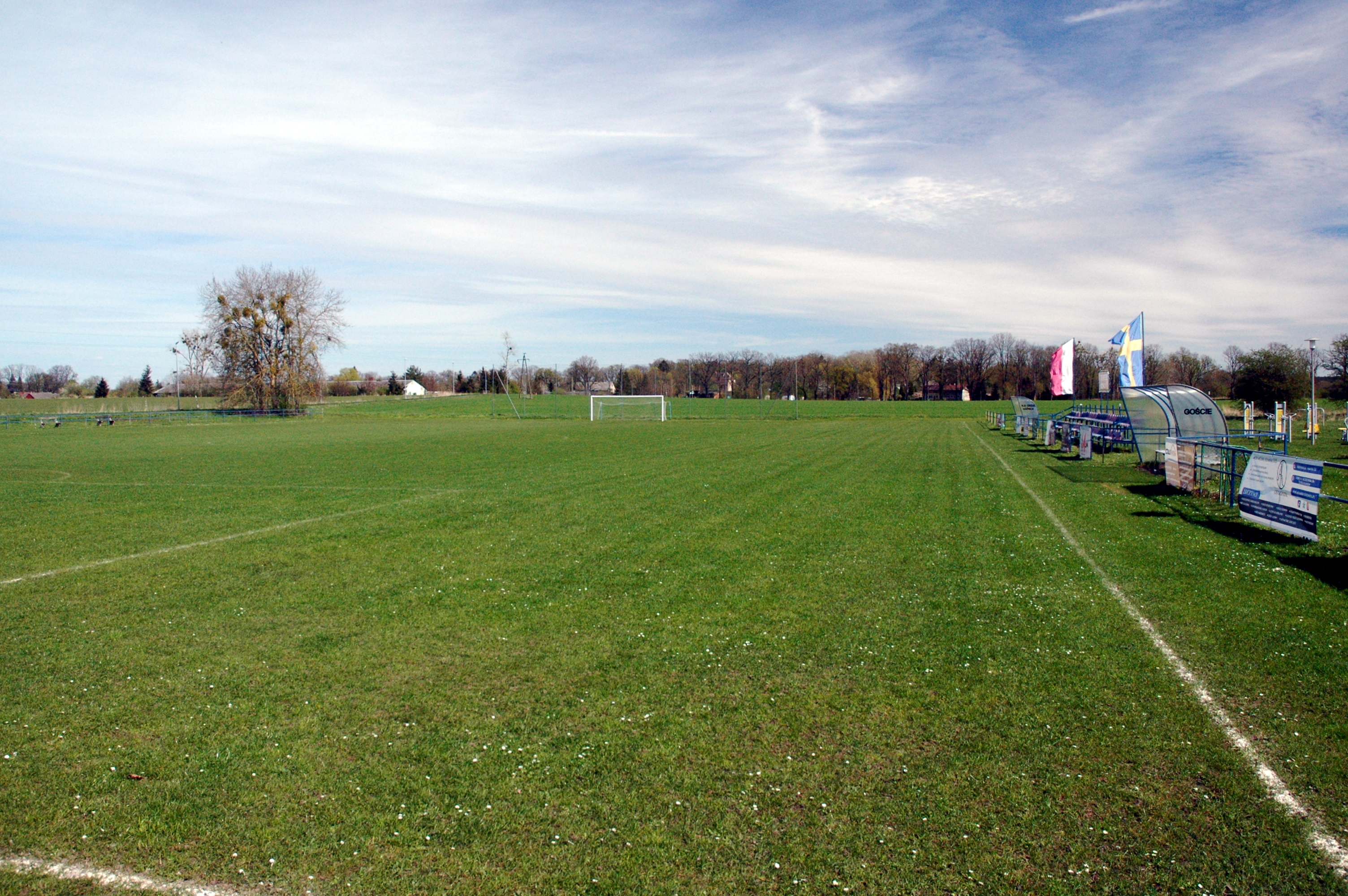
Sportplatz am Dorfrand (2023)

Nach den Musterrollen und Vasallen-Tabellen des 14. und 15. Jahrhunderts waren die Güter Kantreck, 1523 Kantereke genannt, sowie Dischenhagen, Lütmannshagen und Hammer alte Köllersche Lehen. Diese wurden 1735 nebst anderen von dem Domprobst Bogislaw Henning von Köller († 28. Januar 1737) besessenen Lehen allodifiziert, jedoch ohne Rücksichtnahme auf verwandtschaftlich entferntere Agnaten. Die Allodifikation wurde nach bereits erfolgten Besitzerwechseln von dem dänischen General Georg Ludwig von Köller-Banner (1728–1811) und anderen übergangenen Agnaten erfolgreich angefochten und rückgängig gemacht; 1782 befanden sich sämtliche Güter im Besitz des Hans Georg Alexander Friedrich von Köller (1752–1820). Letzterer verkaufte die Güter 1804 erblich an den Mecklenburg-Strelitzschen Geheimrats-Präsidenten Ulrich Otto von Dewitz. Nach dem Tod des Präsidenten von Dewitz blieb zehn Jahre lang dessen Sohn, der Lieutenant Otto von Dewitz, im Besitz der Güter, der sie 1838 an den pommerschen Generallandschaftsdirektor Matthias von Köller (1797–1883) verkaufte, dessen Familie fortan im Besitz des Güterkomplexes blieb.
Im Jahr 1884 war der Gutsbezirk Kantreck 1081 Hektar groß. Die Familie Köller besaß das Gut auch noch 1896.
Am 1. April 1927 hatte das Gut Kantreck eine Flächengröße von 1112 Hektar, und am 16. Juni 1925 hatte der Gutsbezirk 428 Einwohner. Der Gutsbezirk Kantreck wurde nach Ende 1927 in die Landgemeinde Kantreck eingegliedert.
Die Gemarkung der Landgemeinde Kantreck hatte um 1930 eine Fläche von 17,3 km². Im Gemeindegebiet standen insgesamt 49 bewohnte Wohnhäuser an vier verschiedenen Wohnstätten:
1. Kantreck
2. Kleinbahnhof Kantreck
3. Matthishof
4. Reichsbahnhof Kantreck

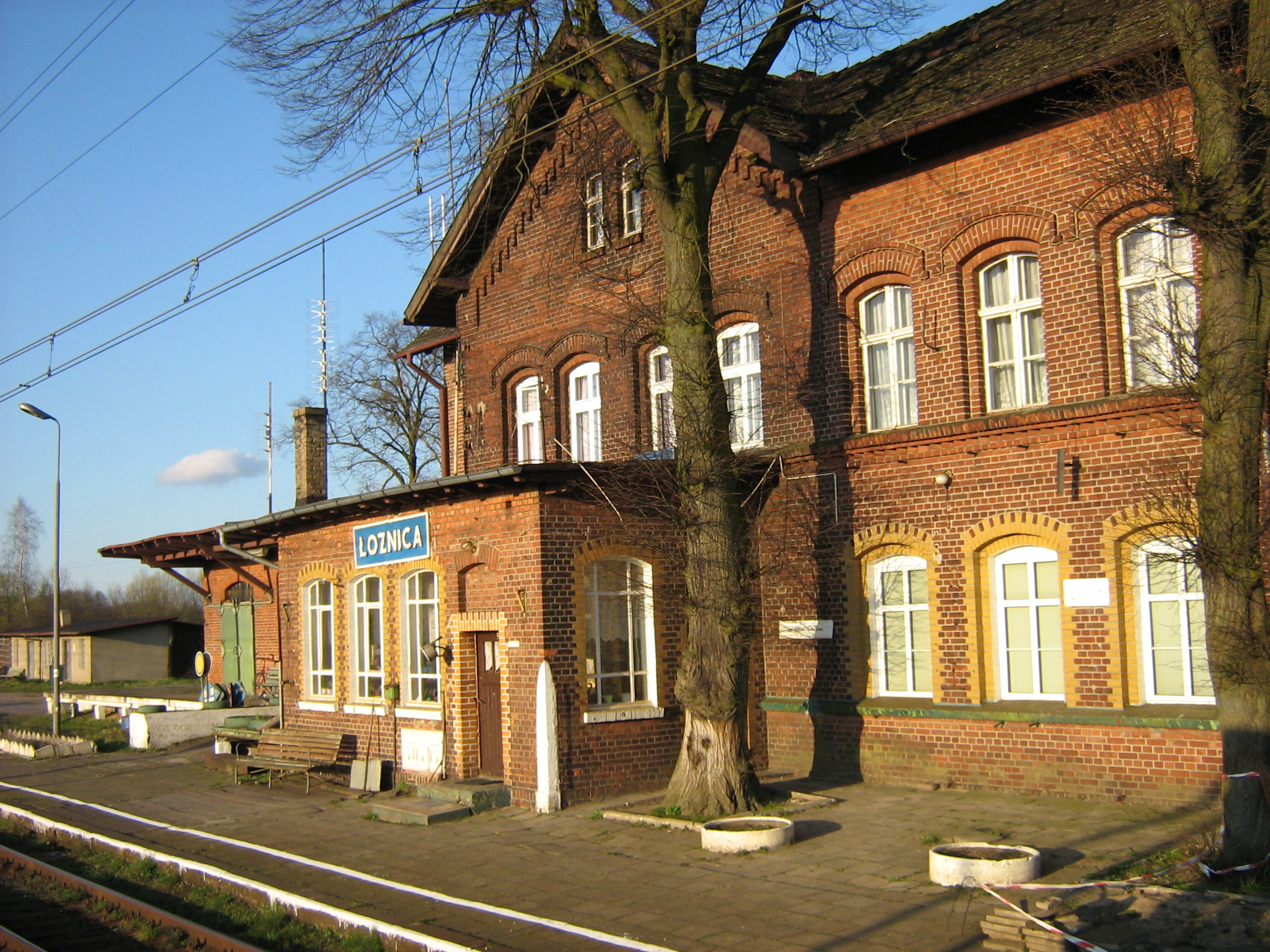
Bahnhofsgebäude (2007)

Kantreck hatte um 1935 unter anderem zwei Gasthöfe, ein Holzsägewerk und eine Spirituosenbrennerei.
Im Jahr 1945 gehörte das Dorf Kantreck zum Kreis Cammin i. Pom. im Regierungsbezirk Stettin der preußischen Provinz Pommern des Deutschen Reichs. Kantreck war Sitz des Amtsbezirks Kantreck.
Gegen Ende des Zweiten Weltkriegs wurde die Region Anfang März 1945 von der Roten Armee besetzt. Nach Beendigung der Kampfhandlungen wurde Kantreck zusammen mit ganz Hinterpommern seitens der sowjetischen Besatzungsmacht der Volksrepublik Polen zur Verwaltung überlassen. Danach begann die Zuwanderung polnischer Zivilisten. Die Landgemeinde Kantreck wurde unter der polonisierten Ortsbezeichnung ‚Łoźnica‘ verwaltet. In der Folgezeit wurde die einheimische Bevölkerung von der polnischen Administration aus Kantreck und dem Kreisgebiet vertrieben.

Ruine des ehemaligen Gutshauses Kantreck
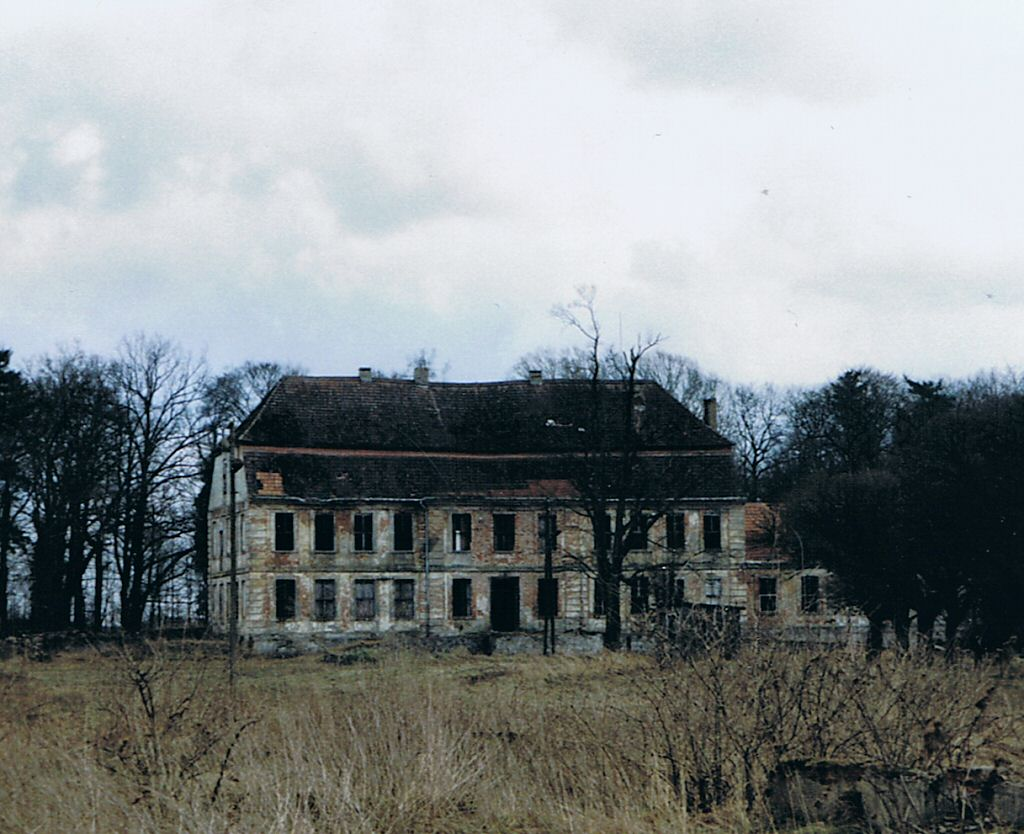
2003
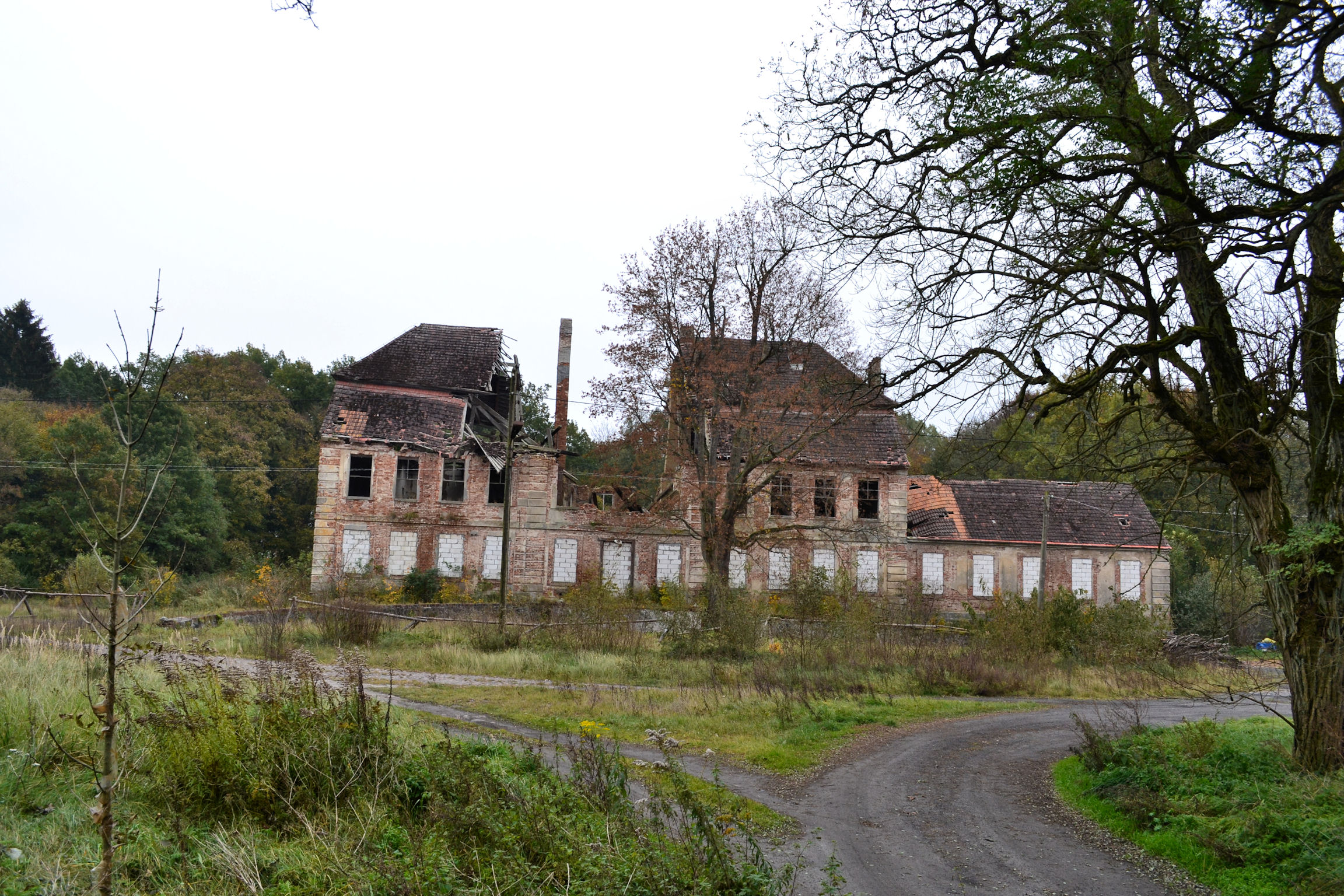
2011

### Demographie
| Jahr | Einwohner | Anmerkungen |
| ---- | --------- | --- |
| 1782 | –         | adliger Wohnsitz, mit einem Vorwerk, einer Schäferei, einer Mahl- und Schneidewassermühle, zehn Bauernstellen, 22 Kossäten, einer Schmiede, einem Holzwärter, einer Mutterkirche und 45 Feuerstellen (Haushaltungen), im Besitz des Generals von Köller-Banner |
| 1818 | 349       | mit Kantreckshagen, Dorf und Vorwerk, Kirchdorf, adlige Besitzung |
| 1852 | 379       | Dorf, mit Kantreckshagen |
| 1864 | 377       | am 3. Dezember, im Gutsbezirk und Gemeindebezirk zusammen |
| 1867 | 370       | am 3. Dezember, davon 38 im Dorf und 332 im Gutsbezirk |
| 1871 | 460       | am 1. Dezember, davon 35 im Dorf (sämtlich Evangelische) und 425 im Gutsbezirk (sämtlich Evangelische) |
| 1885 | 399       | am 1. Dezember, davon 42 im Dorf (sämtlich Evangelische) und 357 im Gutsbezirk (sämtlich Evangelische) |
| 1890 | 360       | am 1. Dezember, davon 37 im Gemeindebezirk und 323 im Gutsbezirk |
| 1910 | 414       | am 1. Dezember, davon 26 im Gemeindebezirk und 385 im Gutsbezirk |
| 1925 | 468       | darunter 466 Evangelische und zwei Katholiken |
| 1933 | 452       | [ 19 ] |
| 1939 | 522       | [ 19 ] |

## Kirche
Die bis 1945 anwesende Bevölkerung war mit seltenen Ausnahmen evangelisch. Die Kirche, die unter dem Patronat des Gutsbesitzers stand, hatte um 1865 ein Geldvermögen von 900 Talern, besaß 22 Morgen Gehölz und bezog 42 Taler feste Rente.

Dorfkirche, bis 1945 Gotteshaus der evangelischen Gemeinde Kantreck
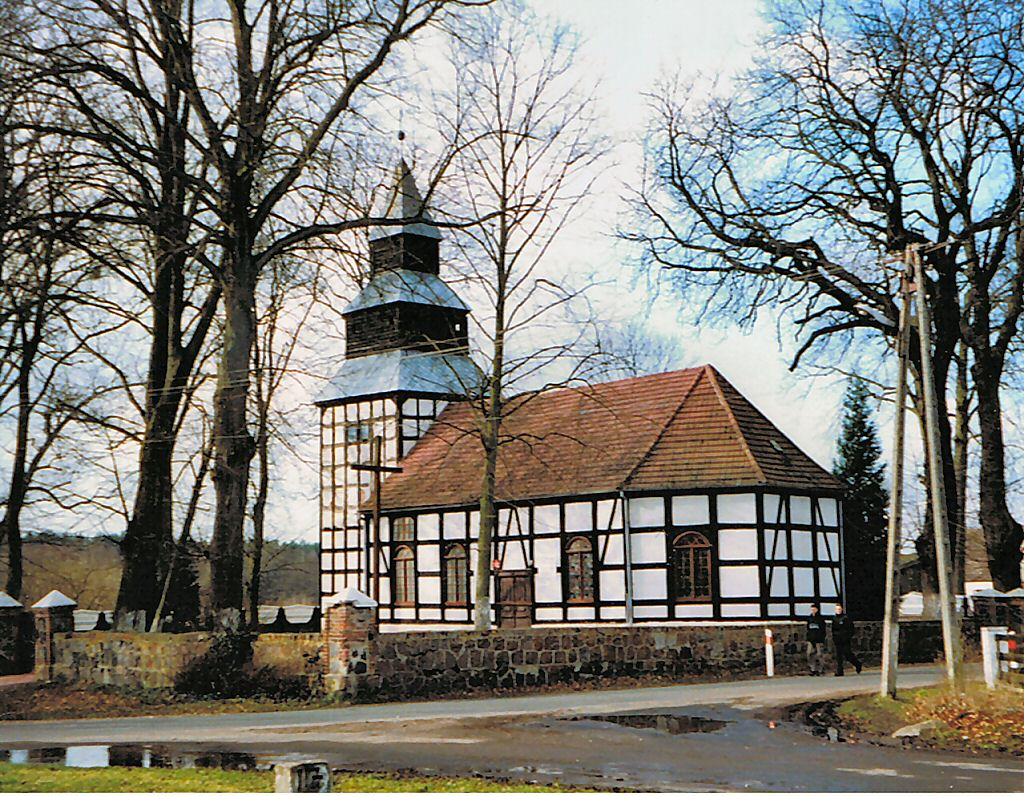
Fachwerkkirche (2003)
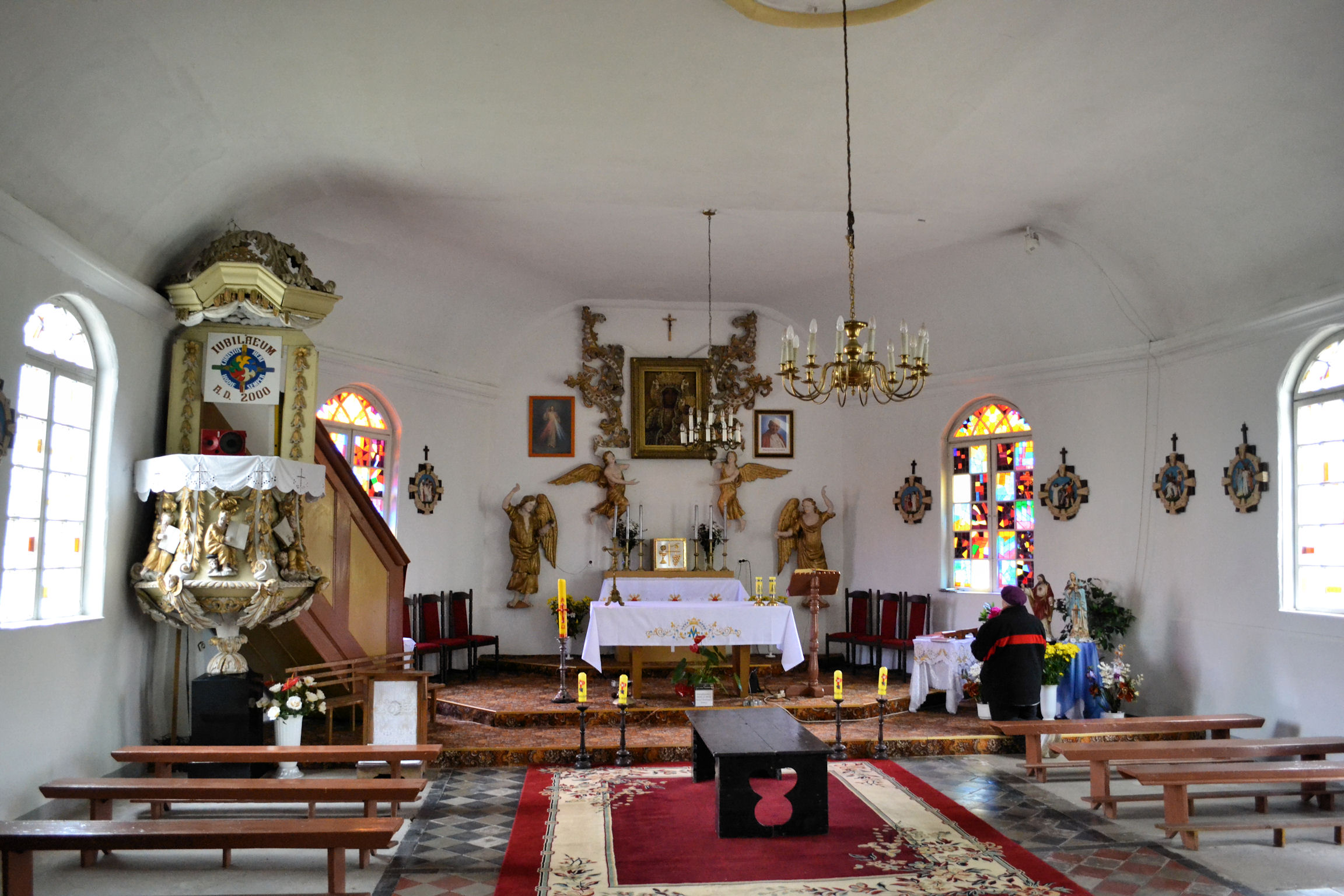
Gestühl, Altarraum und Kanzel (2011)
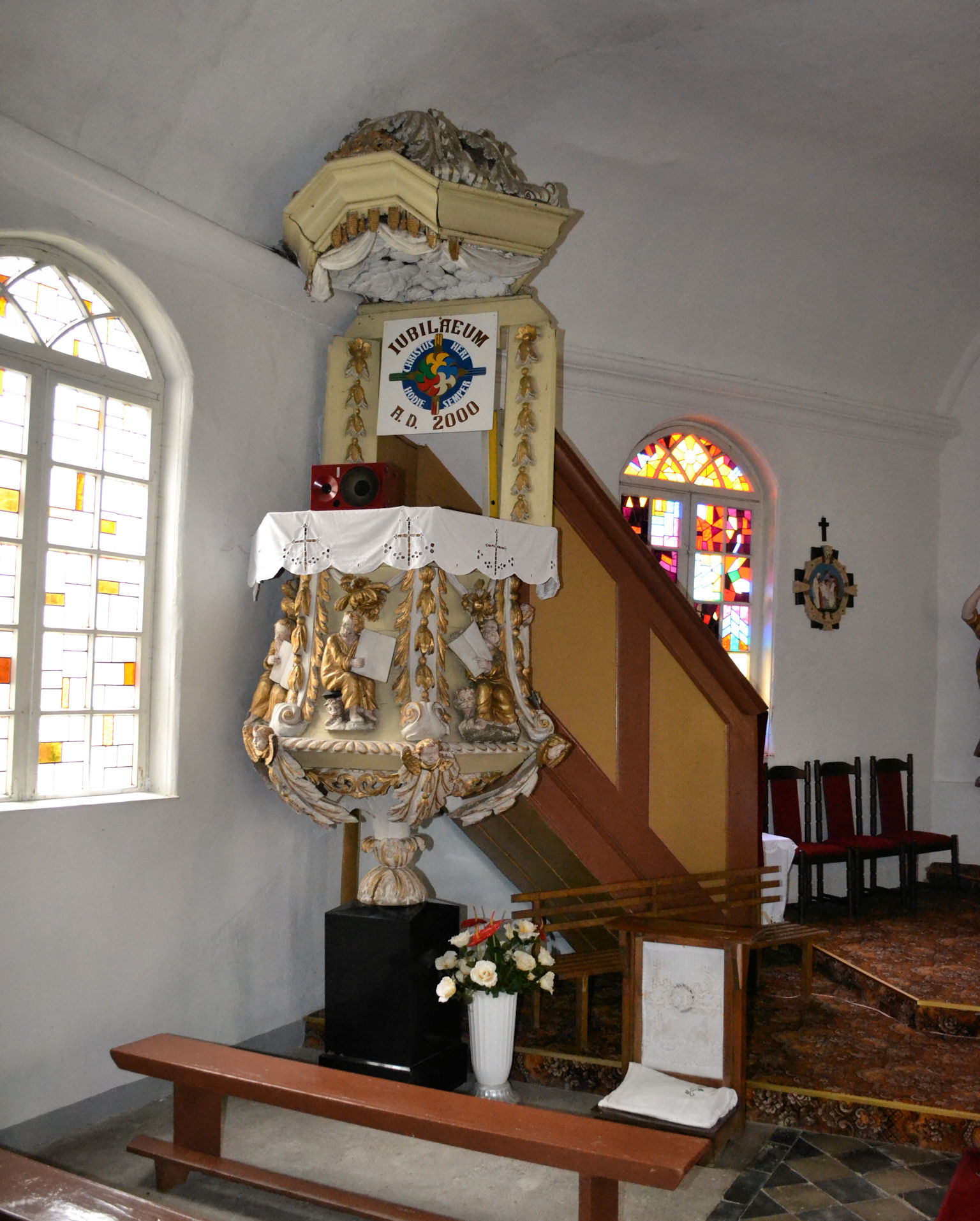
Kanzel (2011)
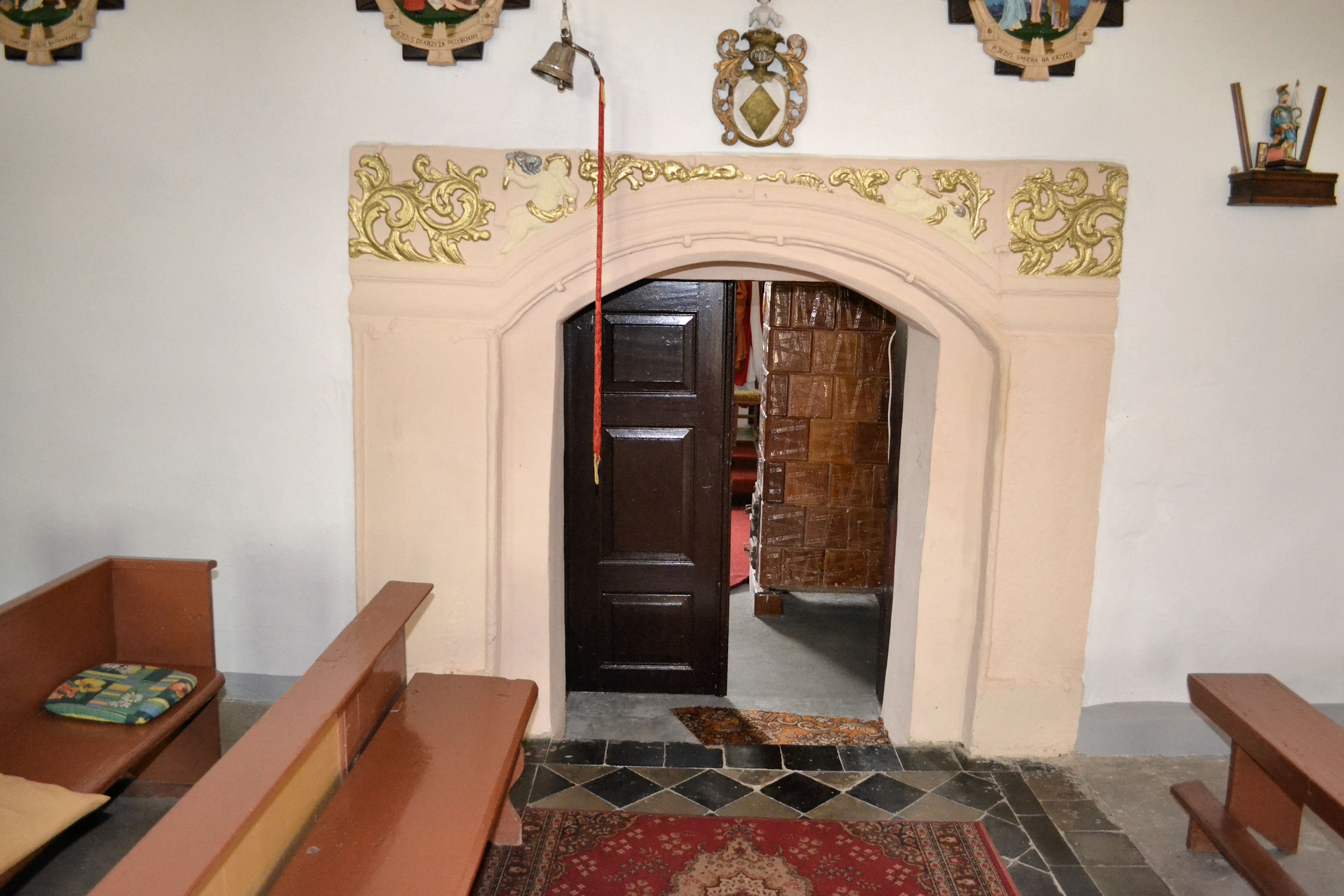
Innentür (2011)
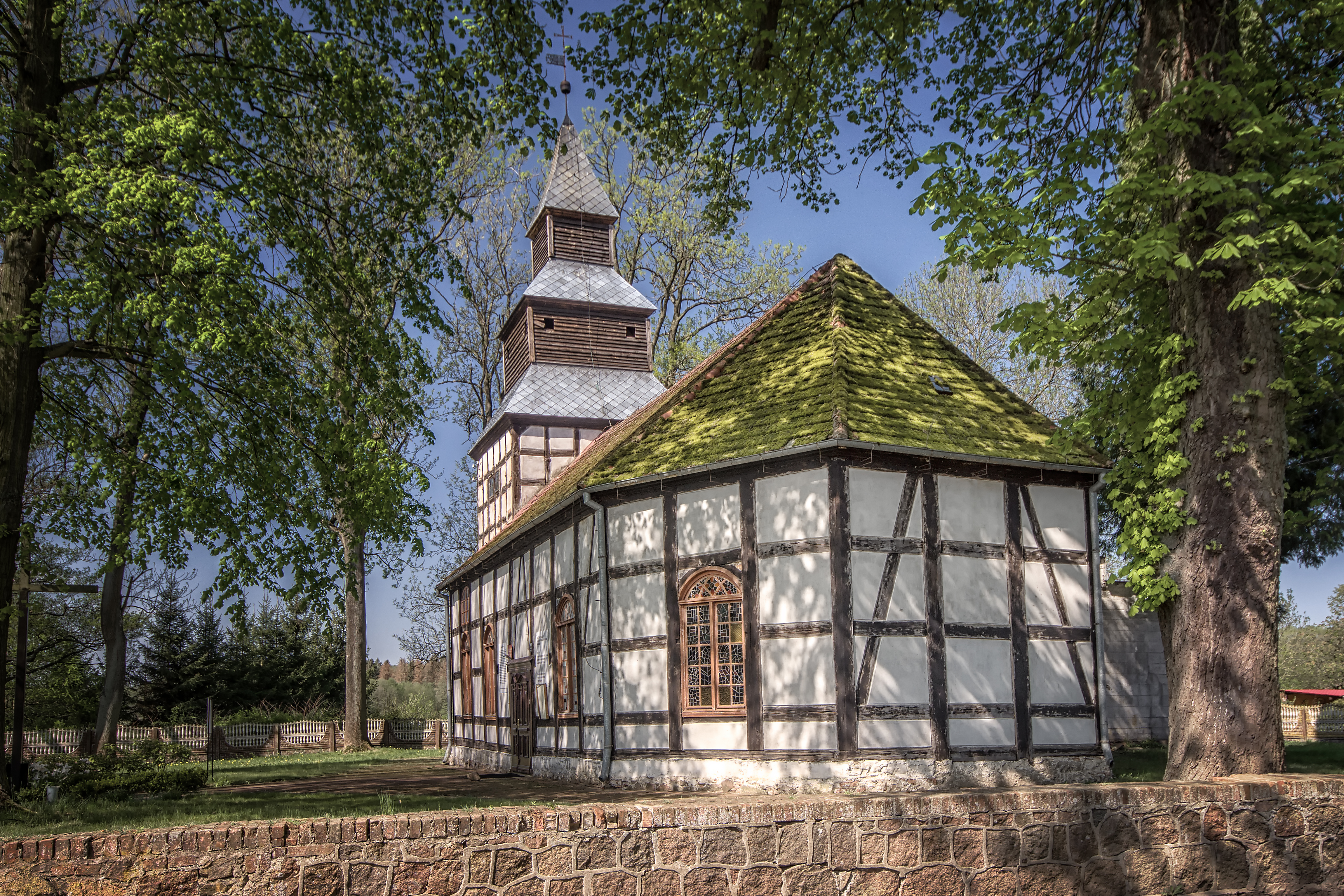
Ostseite (2019)

Die Mutterkirche hatte Filialen in Dischenhagen und Schwanteshagen und gehörte zur Diözese Naugard; Pfarrer war seit 1889 Gustav Otto Alwin Horn (* 3. Dezember 1862), der gegen Ende des 19. Jahrhunderts insgesamt 1480 Seelen zu betreuen hatte. Der Bestand an Kirchenbüchern reichte bis 1668 zurück.
Die nach Kriegsende zugewanderte polnische Bevölkerung ist größtenteils römisch-katholisch.

## Persönlichkeiten

### Söhne und Töchter des Ortes
- Ernst-Matthias von Köller (1841–1928), deutscher Politiker, Staatssekretär für Elsaß-Lothringen, MdR, MdH
- Immanuel Heyn (1859–1918), deutscher evangelischer Geistlicher und Politiker, MdR
- Johannes Riem (1868–1945), deutscher Astronom und populärwissenschaftlicher Autor

### Mit dem Ort verbunden
- Matthias von Köller (1797–1883), preußischer Politiker und Generallandschaftsdirektor von Pommern, erwarb 1838 das Rittergut Kantreck
- Georg Ernst Maximilian von Köller (1823–1916), deutscher Verwaltungsjurist, Parlamentarier und Sachbuchautor, bewirtschaftete sein Rittergut Kantreck und verstarb hier